# Startovací okno

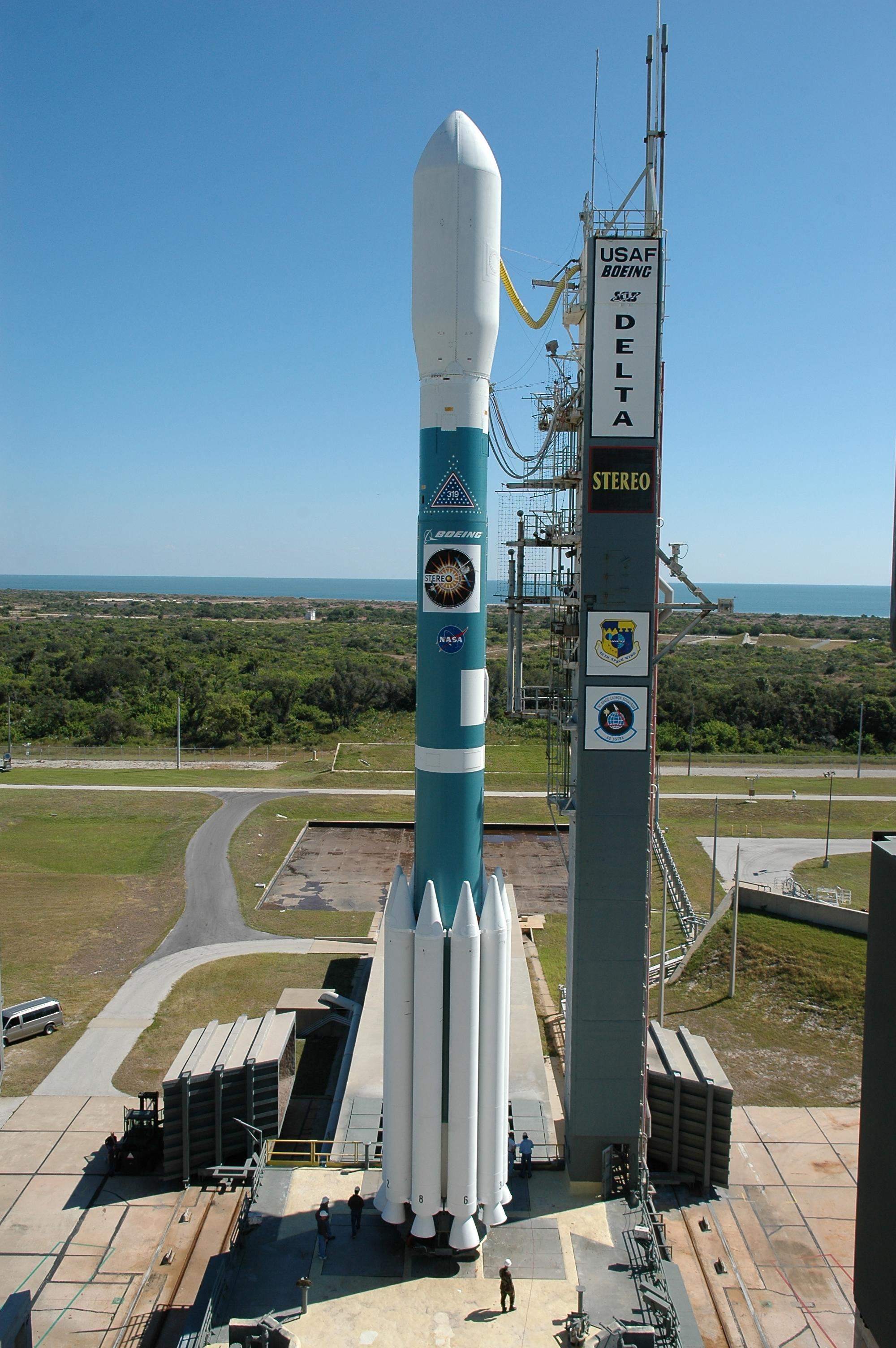
Raketa Delta II se sondami STEREO čeká na otevření startovacího okna na heliocentrickou dráhu

Startovací okno je v kosmonautice omezený, většinou poměrně krátký časový úsek, v němž může odstartovat kosmické těleso a dostat se na potřebnou oběžnou dráhu bez použití neúnosně velkého množství paliva.
Pojem startovací okno je používán nejčastěji v souvislosti s dosažením nějakého cílového tělesa, ať už jde o těleso na oběžné dráze Země (např. vesmírná stanice, Měsíc), nebo na oběžné dráze Slunce (planeta, kometa, planetka, atd..). Okno je dáno zvolenou technikou letu, vzájemným postavením startu a cíle, nároky na příletovou a odletovou rychlost (což souvisí s požadavkem, aby těleso kolem cíle pouze proletělo, nebo aby bylo navedeno na jeho oběžnou dráhu), atd. Nutnost odstartovat nosnou raketu s nákladem uvnitř startovacího okna nastala proto, že po oddělení nosné rakety obvykle po několika desítkách minut letu již většinou není možné dělat velké korekce dráhy. Čím větší jsou manévrovací schopnosti a množství paliva kosmické lodi nebo sondy, tím jsou nároky na startovací okno menší.
Při cestách k jiným planetám sluneční soustavy je nutné brát ohled i na vlastní oběh planety kolem Slunce. Dráha proto musí být zvolena tak, aby se sonda a cílová planeta setkaly v jednom bodě. Při meziplanetárních letech existuje optimální datum, kdy je vzájemné postavení Země a cíle nejvýhodnější z hlediska množství paliva nebo příletového času k němu. Startovací okno však trvá i jistý čas před a po optimálním datu. Mimo startovací okno není možné dosáhnout cíle danými prostředky.